# Estação de Diagonal-Provença

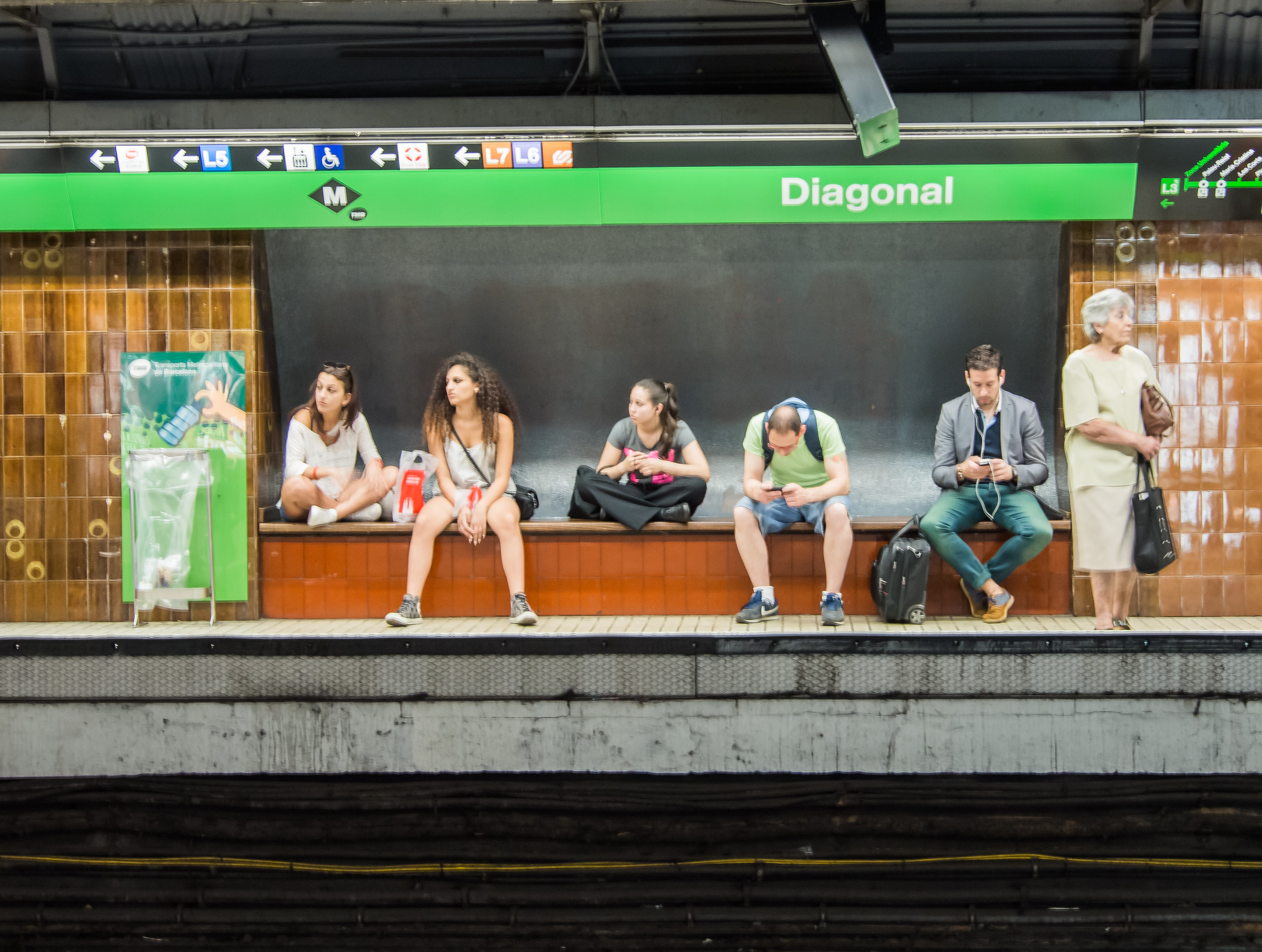
Estação Diagonal.

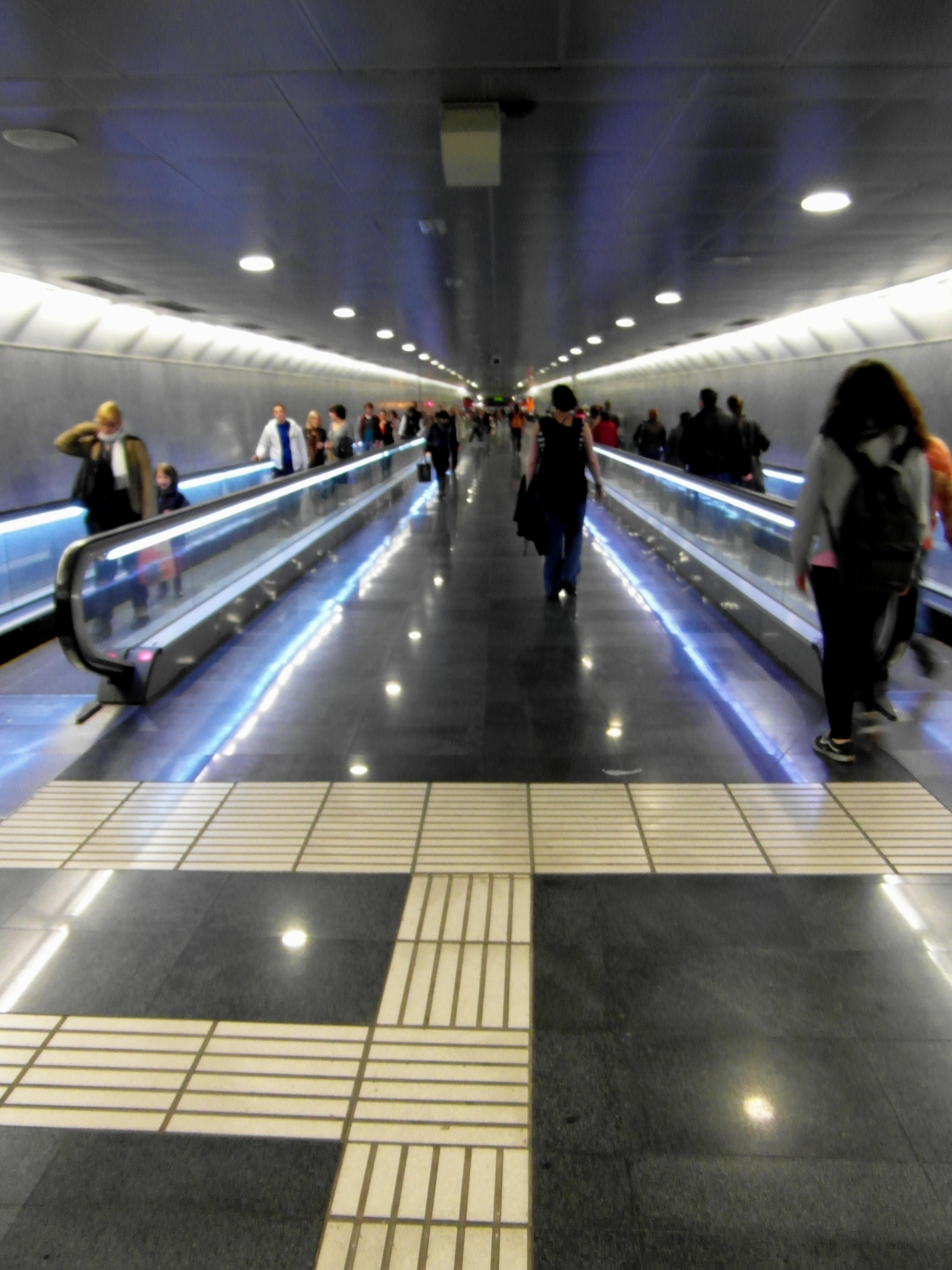
Corredor de ligação.

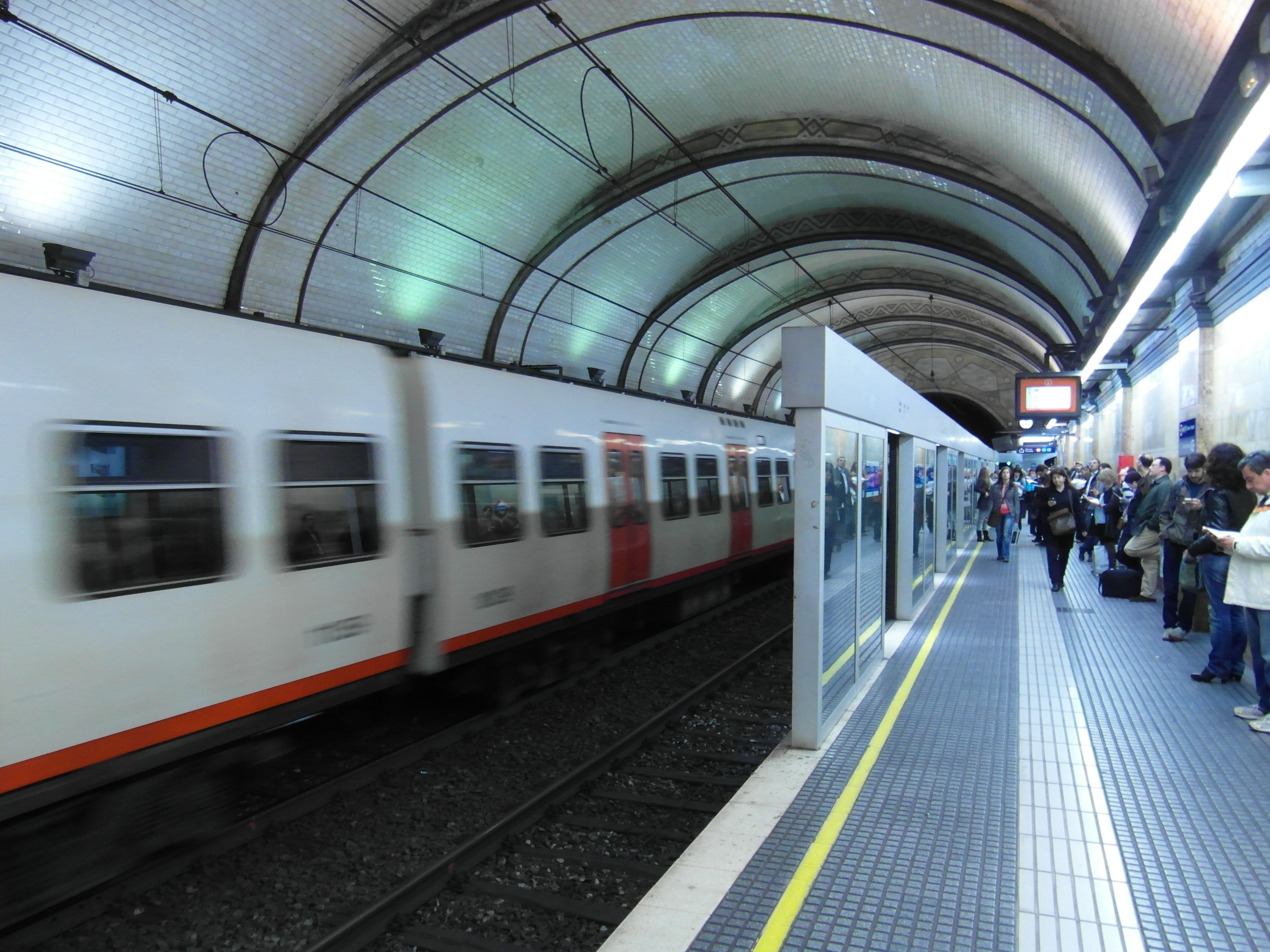
Estação Provença.

Estação de Diagonal-Provença é uma estação das linhas Linha 3, Linha 5, Linha 6 e Linha 7 do Metro de Barcelona. Provença é o nome da estação da Ferrocarrils de la Generalitat de Catalunya localizada sob as ruas Avinguda Diagonal e Balmes. A estação é servida pelas linhas L6 e L7 operadas pelo FGC. Diagonal é o nome da estação da rede de metrô de Barcelona operada por TMB. É servida pelas linhas L3 e L5 do Metro de Barcelona operadas pelo TMB. e também está ligado à estação FGC. A ligação entre as Linhas 6 e 7 "Estação Provença" com as linhas 3 e 5 na "Estação Diagonal" é feita por um corredor.

## Obras de arte na estação

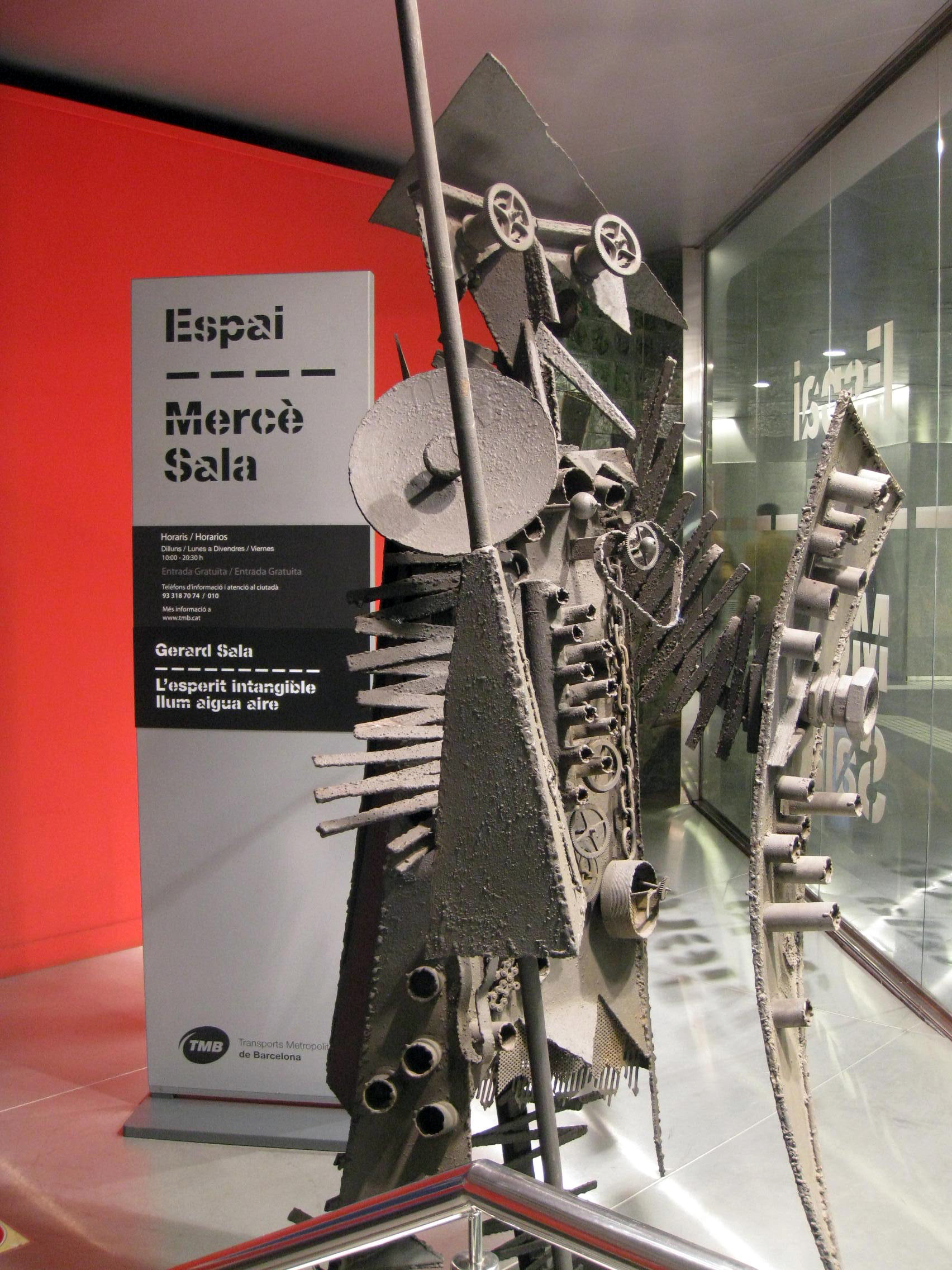
Dom Quixote de Pedro Delso. Estação Diagonal, L5 do metrô - acesso pela Rambla Catalunya com Rosselló.
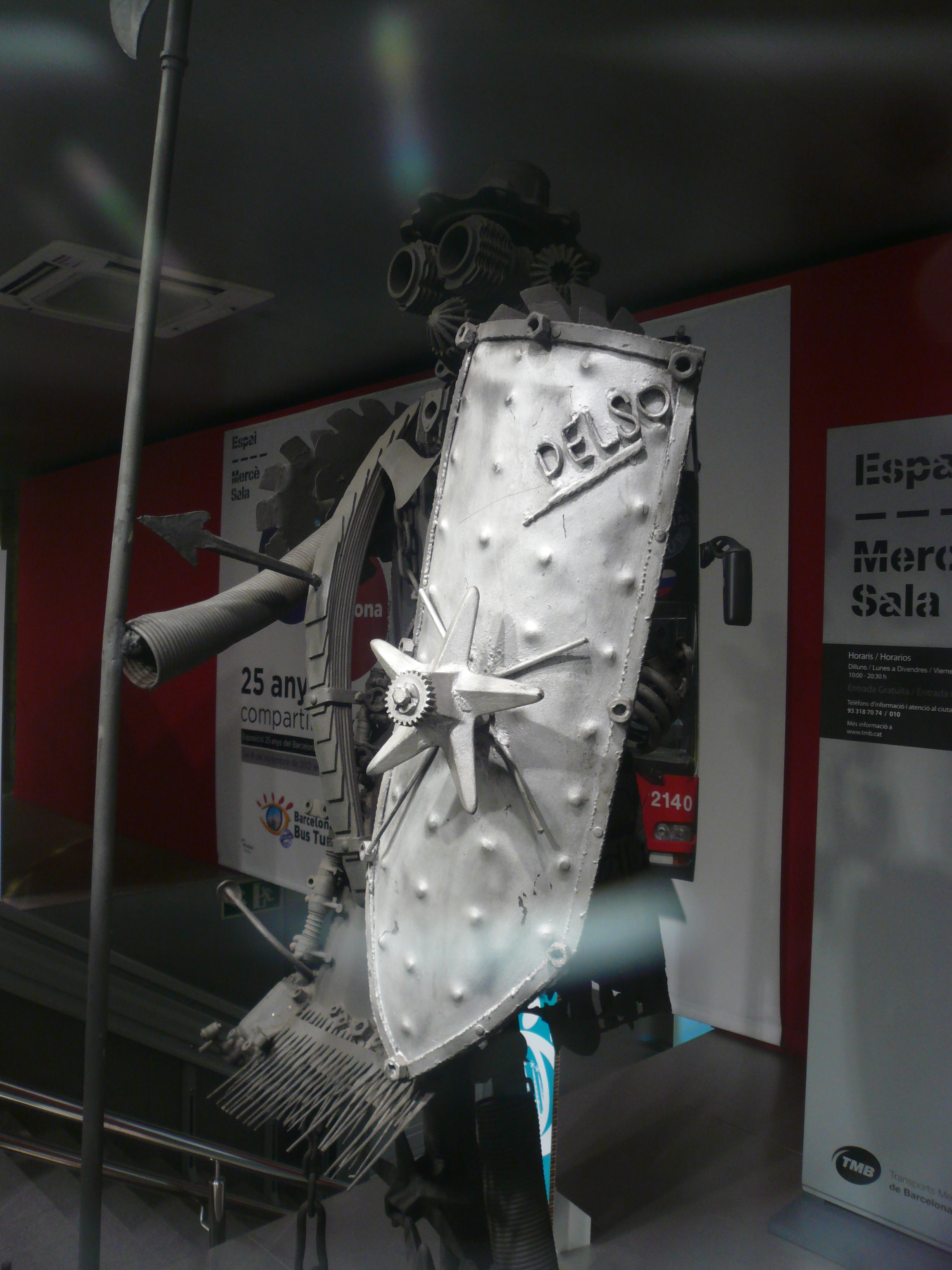
Guerreiro. Metro L5 Estació Diagonal, acesso Rambla Catalunya com Rosselló. Escultor: Pedro Delso. Material: ferro sobre base de revestimento em mármore preto. 1969-1970.
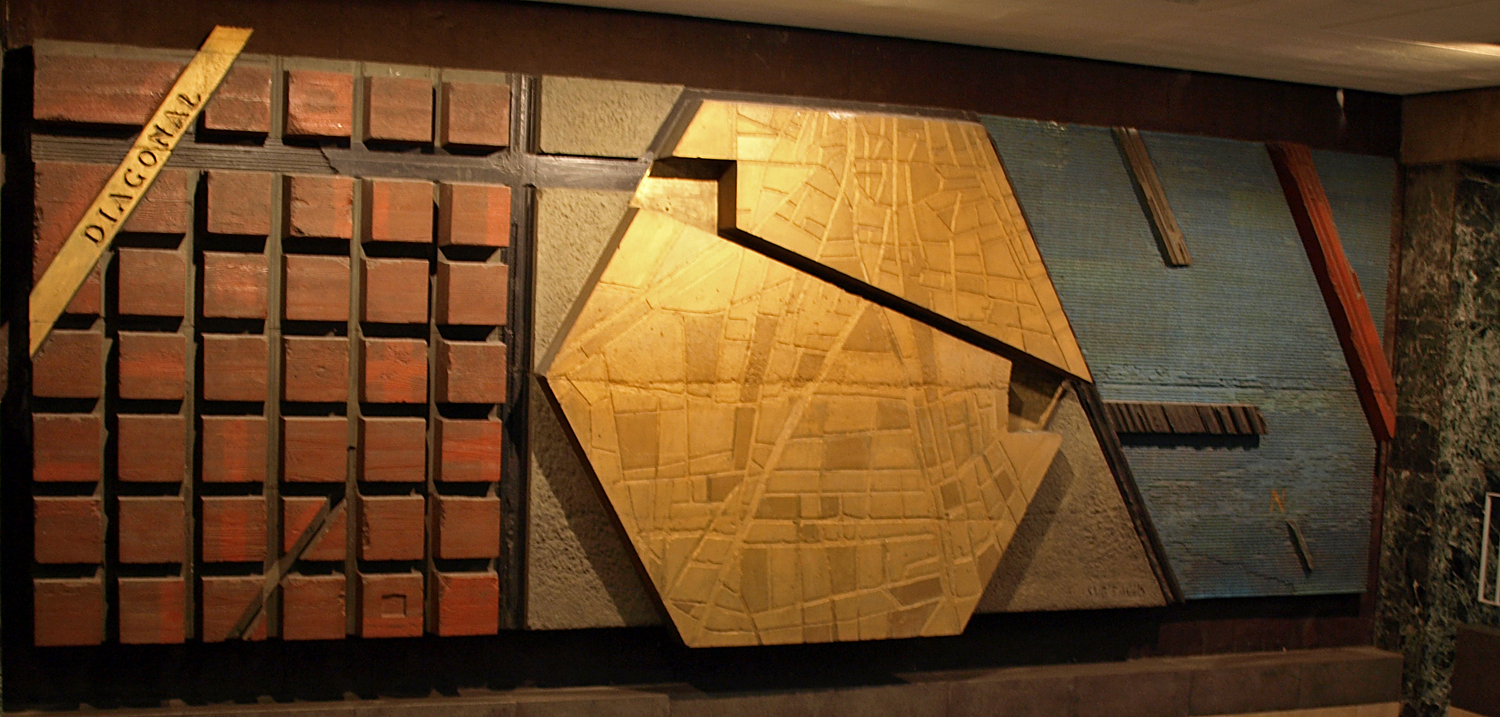
L'Eixample obra de Josep Maria Subirachs, 1969. Localizada no acesso da estação Diagonal do metrô na L3, no Paseo de Gràcia.
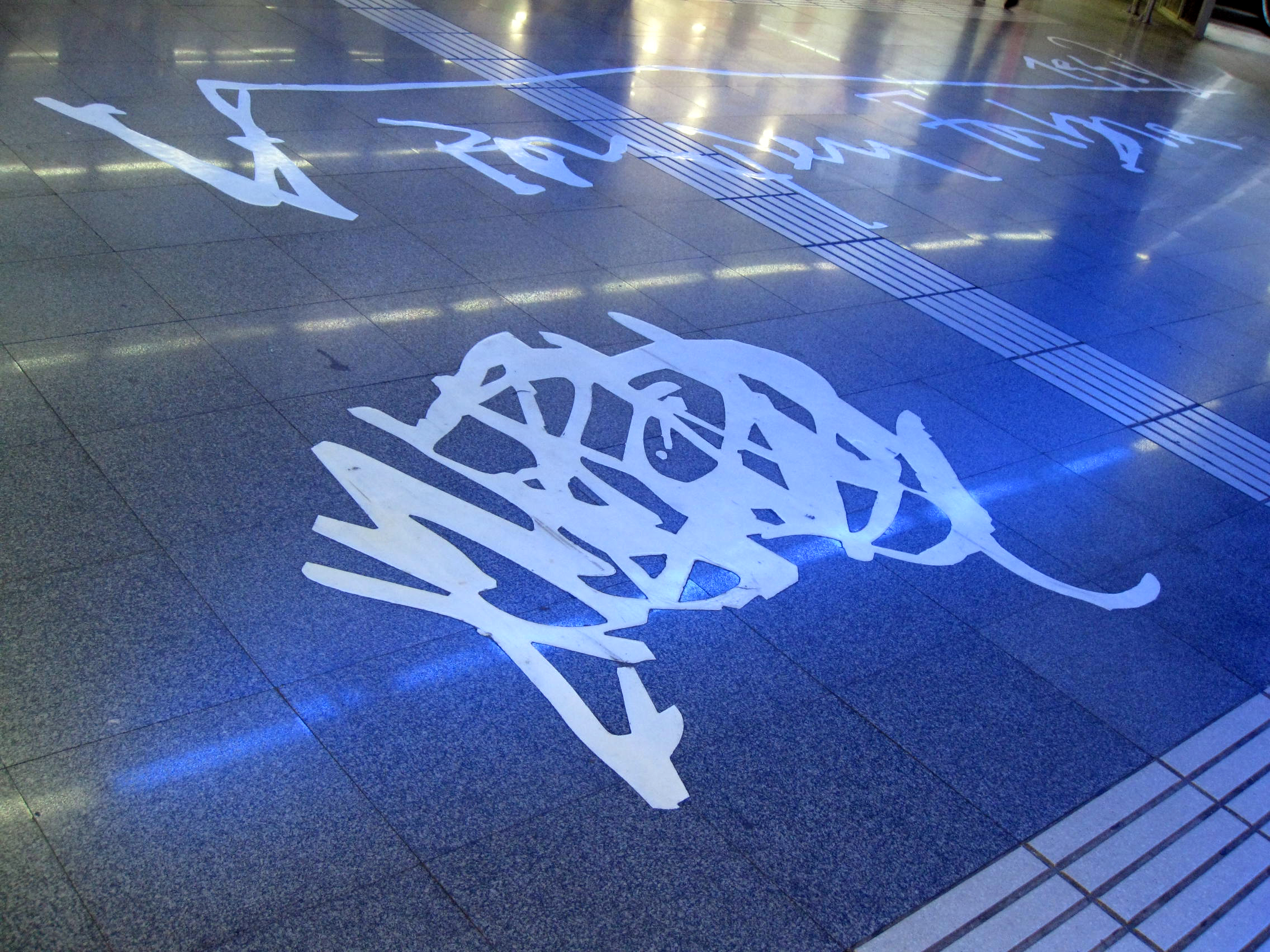
Meeting Point obra de Jordi Benito. Estação FFGC Provença, acesso calle Balmes.